# Mjortvyje dotjeri
Mjortvyje dotjeri (russisk: Мёртвые дочери) er en russisk spillefilm fra 2007 af Pavel Ruminov.

## Medvirkende
- Jekaterina Sjjeglova - Anna
- Mikhail Dementjev - Anton
- Nikita Emsjanov - Nikita
- Darja Tjarusja - Vera
- Artjom Semakin - Jegor